# Đoàn Công tác Đặc biệt Miền Trung
Đoàn Công tác Đặc biệt Miền Trung là cơ quan tình báo, phản gián của Ngô Đình Cẩn do Dương Văn Hiếu và Nguyễn Tư Thái (biệt danh Thái đen) chỉ huy, vào những năm đầu của nền Đệ Nhất Cộng Hòa. Đoàn Công tác Đặc biệt Miền Trung thành lập năm 1957 với chủ đích: "Cải tạo và sử dụng các cán bộ cựu kháng chiến". Trụ sở của Đoàn đặt tại trại Lê Văn Duyệt, Sài Gòn, gần Quân khu Thủ đô.
Đoàn Công tác Đặc biệt Miền Trung từng bắt ông Trần Quốc Hương (tức Mười Hương) vào 06/1958, Vũ Ngọc Nhạ vào 12/1958, Lê Hữu Thúy vào năm 1959, Nguyễn Vĩnh Nghiệp vào năm 1960, đại tá Lê Câu người chỉ huy chỉ huy Quân báo Miền Nam của Hà Nội vào năm 1961. Đoàn Công tác Đặc biệt Miền Trung cũng từng theo dõi Phạm Ngọc Thảo và đề nghị tổng thống Ngô Đình Diệm lưu ý tới ông. Sau vụ đảo chính lật đổ chế độ Ngô Đình Diệm, Đoàn Công tác Đặc biệt Miền Trung bị giải tán, các chỉ huy như Dương Văn Hiếu bị Hội đồng Quân nhân Cách mạng điều tra, đày ra Côn Đảo.